# Аделхайд фон Арнсберг-Ритберг
Вижте пояснителната страница за други личности с името Аделхайд.
Аделхайд фон Арнсберг-Ритберг (на немски: Adelheid von Arnsberg-Rietberg; † сл. 1250) от Дом Куик е графиня от Арнсберг-Ритберг и чрез женитба бургграфиня на Щромберг във Вестфалия.
Тя е най-голямата дъщеря на граф Готфрид II фон Арнсберг-Ритберг († 1235) и първата му съпруга Елизабет († 1217/1223). Баща ѝ Готфрид II се жени втори път за Агнес фон Рюденберг († сл. 1233/ сл. 1237), дъщеря на бургграф Херман фон Рюденберг-Щромберг († сл. 1246). Сестра е на граф Готфрид III фон Арнсберг-Ритберг († 1284/1287), женен за Аделхайд фон Близкастел († 1272).

## Фамилия
Аделхайд фон Арнсберг-Ритберг се омъжва за Конрад II фон Рюденберг, бургграф фон Щромберг (* пр. 1217; † между 1253 и 1261), брат на мащехата ѝ Агнес фон Рюденберг, син на Херман II фон Рюденберг, бургграф фон Щромберг († сл. 1246) и внук на Конрад фон Рюденберг, граф на Рюденберг, бургграф на Щромберг († 1190) и съпругата му Гизела фон Щромберг († 1185). Тя е втората му съпруга. Родът „Рюденберг“ се смята за най-знатен и богат във Вестфалия. Те имат четири деца:
- Конрад III (I) фон Рюденберг († сл. 1313), бургграф на Рюденберг, женен за Елизабет фон Роденберг († сл. 1304), дъщеря на рицар Гозвин фон Менден († сл. 1278) и Рихенца († сл. 1249)
- Готфрид I фон Рюденберг († сл. 1333), рицар, женен за Палмания фон Гемен († сл. 1330)
- Йохан фон Щромберг († сл. 1318), каноник в Минден
- Агнес фон Щромберг († сл. 1280), омъжена за Титмар Ополт фон Валдек († сл. 1309)